# Dolichopeza ballator
Dolichopeza ballator är en tvåvingeart som beskrevs av Alexander 1962. Dolichopeza ballator ingår i släktet Dolichopeza och familjen storharkrankar. Inga underarter finns listade i Catalogue of Life.